# ナビア川
ナビア川（ナビアがわ、Río Navia）は、スペイン・アストゥリアス州とガリシア州を流れる河川。長さは159km。流域面積は2,590km2。

## 地理
ガリシア州ルーゴ県ペドラフィータ・ド・セブレイロに端を発する。山地や丘陵地を通っており、流域に大都市は存在しない。1954年には中流域にサリメ貯水池（サリメダム）が建設された。河川名と同名のナビアで大西洋のビスケー湾に注いでいる。最も重要な支流はイビアス川であり、イビアス川の上流部はフエンテス・デ・ナルセア・イ・デル・イビアス自然公園に指定されている。

## 支流
- イビアス川（スペイン語版） - 長さは55km。流域面積は約300km2。
- リョウレド川
- オロ川（スペイン語版）
- アグエイラ川（スペイン語版）
- ディオ川
- ソウテロ川
- オウルビオ川
- メイロ川